# エミル・クラフト
エミル・ヘンリー・クリストファー・クラフト（Emil Henry Kristoffer Krafth、1994年8月2日 - ）は、スウェーデン・ストックホルム出身のプロサッカー選手。サッカースウェーデン代表。ニューカッスル・ユナイテッドFC所属。ポジションはDF(RSB)。

## 経歴

### クラブ
2010年、スウェーデン5部のラガンスAIKでキャリアをスタート。2011年、スーペルエッタンのエステルスIFに移籍。2012年、ヘルシンボリIFに移籍。
2015年8月21日、ボローニャFCに完全移籍した。
2018年8月6日、シーズン終了までの契約でリーグ・アンのアミアンSCに期限付き移籍。2019年6月、移籍金200万ユーロでアミアンSCに完全移籍した。
2019年8月8日、ニューカッスル・ユナイテッドFCと4年契約を結んだ。

### 代表
ユース年代からスウェーデン代表に選出されている。2016年6月には史上5番目に若い17歳309日でU-21代表の試合に出場した。
2014年1月、19歳でモルドバ代表戦に出場しA代表初キャップ。
2018年5月、2018 FIFAワールドカップ参加メンバー23人の一人に選ばれた。

## 代表歴

### 出場大会
- スウェーデン代表
  - 2018 FIFAワールドカップ

### 試合数
- 国際Aマッチ 44試合 0得点（2014年-）[10]

| スウェーデン代表 | 国際Aマッチ | 国際Aマッチ |
| 年               | 出場        | 得点        |
| ---------------- | ----------- | ----------- |
| 2014             | 3           | 0           |
| 2015             | 1           | 0           |
| 2016             | 3           | 0           |
| 2017             | 4           | 0           |
| 2018             | 7           | 0           |
| 2019             | 3           | 0           |
| 2020             | 3           | 0           |
| 2021             | 14          | 0           |
| 2022             | 4           | 0           |
| 2023             | 2           | 0           |
| 2024             |             |             |
| 通算             | 44          | 0           |